# Eitetsu Hayashi

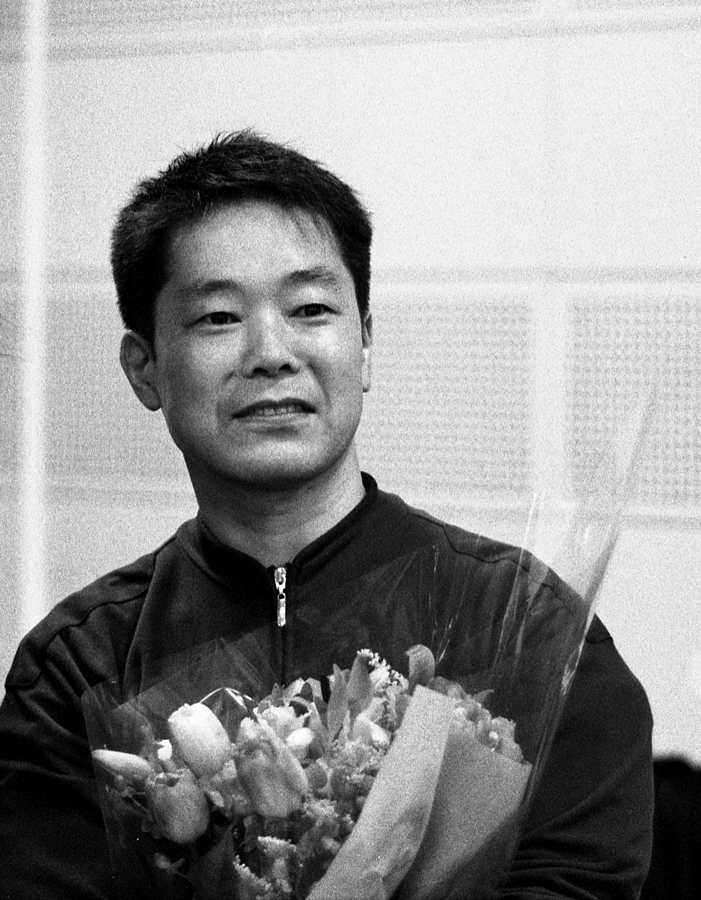
Eitetsu Hayashi in 2001

Eitetsu Hayashi (Japans: 林英哲,Hayashi Eitetsu) (Hiroshima, 2 februari 1952) is een Japanse taiko-speler (taiko, of wadaiko, is een traditionele Japanse drum). Hij is actief in de traditionele Japanse muziek, maar werkte ook in de jazz, rock, wereldmuziek en nieuwe muziek.
Hij was in 1971 oprichter van de drum-groep Sado-Ondekoza, waarvoor hij de belangrijkste werken schreef. De groepsleden leefden in commune-achtige omstandigheden op het eiland Sado, waar ze als training elke dag 60 km hardliepen. Na tien jaar verliet hij de groep om een nieuwe op te richten, Kodō. In 1982 ging hij solo en gaandeweg ontwikkelde hij een geheel eigen stijl die voor de taiko grensverleggend was. Hij toerde regelmatig in onder meer Europa en Amerika en werkte samen met American Symphony Orchestra, Scharoun Ensemble (bestaande uit leden van de Berliner Philharmoniker), Boston Symphony Orchestra, de Australische percussiegroep Taikoz en bijvoorbeeld de avant-gardistische gitarist en componist Fred Frith. Hij heeft composities geschreven voor films, drama en commercials. Hayashi was gastprofessor aan de universiteit van Mie.

## Discografie (selectie)
- Eitetsu Live 99, King, 2000
- Haru, Blue Flame, 2000
- Ken-Kon Eitetsu Hayashi Meets Yosuke Yamashita, Avex Trax, 2003